# Neo-Islamismus nach dem Arabischen Frühling
Der Begriff des Neoislamismus verweist auf ein Phänomen innerhalb des Islams. Er wurde unter anderem von Autoren wie Mohammed Ayoob, Robert Wright, Olivier Roy und Tarek Chamkhi geprägt. Dabei beschreiben sie eine Strömung, in welcher die Scharia und die Erreichung der islamischen Gesellschaft als politische Utopie, sowie als Wertquelle fungiert. Es wird jedoch nicht daran festgehalten, jede politische Situation oder Entscheidung an religiöse Texte zu binden, beziehungsweise damit zu begründen.
In Folge des Arabischen Frühlings und den daraus resultierenden machtpolitischen Umwälzungen gewannen die neoislamistischen Ideen und die dazugehörigen Träger, namentlich verschiedene Kräfte innerhalb der Fraktionierungen der Muslimbrüder, an Bedeutung. Mittels neuer politischer Strategien suchten diese eine Anschlussfähigkeit islamischer Ideen an die neuen politischen Realitäten zu erreichen.

## Historischer Zusammenhang
Entgegen der Annahmen westlicher Modernisierungstheorien kam es in den muslimischen Ländern des Nahen Osten zu keiner Modernisierung, die Säkularisierungs- und Demokratisierungsprozesse, wie sie in europäischen Staaten stattgefunden haben, nach sich zogen.
Stattdessen kam es laut dem Islamwissenschaftler John L. Esposito zu einem Wiederaufleben des Islams, der sich spätestens in den 1990er Jahren zum „muslimischen Mainstream“ auswuchs und als sozio-religiöse Bewegung innerhalb breiter Bevölkerungsschichten verstanden werden kann. Der Islam formierte zum zentralen Bezugspunkt in Politik und Zusammenleben im arabischen Raum.
Dabei fällt jedoch auf, dass trotz des „Mainstream Revivalism“, die flächendeckende islamische Revolution ausblieb und abseits des Irans keine Etablierung islamischer Gesellschaftsentwürfe erfolgte. Stattdessen dominierten bis zum Arabischen Frühling despotisch-nationalistische oder monarchische Oligarchien die politische Landschaft.
Im Kontext des Arabischen Frühlings erschienen nun neue islamistische politische Kräfte, die mit einem politischen Strategiewechsel, hin zu mehr Offenheit gegenüber pluralistischen Werten und Demokratie, versuchten politische Macht zu erlangen. In Form der tunesischen Ennahda-Partei gelang es diesen Kräften sogar Wahlen zu gewinnen und sich maßgeblich an der Ausarbeitung der tunesischen Verfassung zu beteiligen.

## „Moderner“ Islamismus
Diese Strömung, die als Moderner Islamismus verstanden werden kann, hat wenig mit Theologie oder den Gesetzen der Scharia zu tun.
Dieser kann eher als politische Utopie mit dem Ziel verstanden werden, den Islam in die politische Sphäre, Ökonomie und Recht zu integrieren und somit in sämtlichen gesellschaftliche Bereichen zu verankern.
Bei gleichzeitiger Verbannung veralteter ideologischer Konzepte schuf eine neue Generation von politischen Führungskräften der Muslimbrüder und ihren Fraktionierungen um die Zeit des Arabischen Frühlings die Bereitschaft, liberale und pluralistische Konzepte wie Demokratie und Gewaltenteilung in die politischen Forderungen mit aufzunehmen.
Da das langfristige Ziel weiterhin die Etablierung der Scharia bleibt, erscheint der Neoislamismus und die damit einhergehende Umgestaltung religiöser Werte (in vage konservative Werte wie Familie, Besitz oder Arbeitsethos) eher als eine veränderte politische Strategieausrichtung, anstatt einer neuen Ideologie.
Laut Chamkhi sind dann auch politischer Islam und Demokratie seit den arabischen Aufständen im Jahr 2010 hochgradig voneinander abhängig geworden.

## Charakteristika des Neoislamismus nach Tarek Chamkhi
Tarek Chamkhi beschreibt den Neoislamismus anhand sechs wesentlicher Faktoren.
| 1. Neue Formen der Religiosität        | Alltägliche religiöse Praktiken werden durch den Einsatz moderner Medien- und Kommunikationsmittel verändert. Dabei ist eine Tendenz zur Entkopplung von persönlichem Glauben und kollektiven Identitäten zu erkennen                 |
| 2. Schrittweise Islamisierung          | Öffnung der neoislamistischen Parteien auch für Mitglieder anderer Religionsgemeinschaften. Nicht durch Gesetze, sondern durch politische Kampagnen und gesellschaftliche Initiativen erhoffe man sich eine sukzessive Islamisierung. |
| 3. Modernisierung des Islams           | Akzeptanz wissenschaftlicher Interventionen und die Etablierung demokratischer Werte. Synchronisierung von Islam und Demokratie. |
| 4. Nationalistischer Islam             | Fokus auf innerstaatliche Aktivitäten; Akzeptanz der im 20. Jahrhundert festgelegten Grenzen. |
| 5. Pragmatisches Verhältnis zum Westen | Bereitschaft Bündnisse und Kooperationen mit dem Westen einzugehen. |
| 6. Moderation                          | Annahme moderater Positionen in der politischen Arena. |

Zusammenfassend charakterisiert Chamkhi Neoislamismus als eine Tendenz, die sich aus dem Mainstream der Muslimbrüder entwickelt hat, liberale Konzepte aus taktischen oder strategischen Gründen nutzt, um aber weiterhin dieselben traditionellen Ziele der islamischen Bewegung zu verfolgen. Ob es tatsächlich zu einem Zusammenkommen von Neoislamismus und Demokratie kommen kann, bleibt eine Zukunftsfrage und wird möglicherweise in Staaten wie Tunesien entschieden. Auch die Frage, ob sich eine nachwirkende Säkularisierung aus den neoislamistischen Bewegungen heraus verstetigen kann, bleibt offen.

## Bibliographie
- M. Ayoob: The many faces of political Islam: Religion and politics in the Muslim world. The University of Michigan Press, Ann Arbor 2008.
- T. Chamkhi: Neo-Islamism in the post-Arab Spring. In: Contemporary Politics. Vol. 20, No 4, 2014, S. 453–468.
- A. Davutoğlu: Rewriting Contemporary Muslim Politics. A Twentieth-Century Periodization. In: Fred Dallmayr (Hrsg.): Border Crossings. Toward A Comparative Political Theory. Lexington, New York 1999, S. 89–119.
- John L. Esposito: Contemporary Islam. Reformation or Revolution? In: Fred Dallmayr (Hrsg.): Comparative Political Theory Palgrave Macmillan, New York 2010, S. 71–83.
- F. A. Gerges: The Islamist movement. from Islamic state to civil Islam? In: Political Science Quarterly. 128, 3, 2013, S. 389–426.
- S. Khalifa: The neo-Islamists, Foreign Policy. 2012 (online).
- O. Roy: The paradoxes of the re-Islamisation of Muslim societies. 10 years after september 11. 2011.
- R. Wright: Don’t fear all Islamists, fear Salafis. In: The New York Times. 29. August 2012.
- Holger Zapf: Menschenrechte und Demokratie im arabischen politischen Diskurs. In: Sibylle De La Rosa, Sophia Schubert, Holger Zapf (Hrsg.): Transkulturelle Politische Theorie. Trans- und interkulturelle Politische Theorie und Ideengeschichte. Springer Fachmedien, Wiesbaden 2016, S. 175–199.